# Mim de Floreana
El mim de Floreana (Mimus trifasciatus) és un ocell de la família dels mímids (Mimidae).

## Hàbitat i distribució
Habita camp obert a les illes Campeón i Gardner, a les illes Galápagos meridionals. Va ser extingida a l'illa Floreana.